# ソユーズT-6
ソユーズT-6 (Союз Т-6 / Soyuz T-6) は、ソユーズによる宇宙ステーション・サリュート7号への往来を目的とした、2回目の有人ミッションである。コールサインは「パミール」。
サリュート7号まで残り900mになった時、アルゴンコンピュータが不調を起こした。船長のウラジーミル・ジャニベコフは、手動コントロールで、予定時間の14分前にドッキングを完了した。彼が披露したこのスキルによって、彼は1985年にサリュート7号を救うために行われたソユーズT-13の乗組員に抜擢された。クレティエンはソ連の宇宙船に初めて搭乗した西側諸国の人間であり、彼の参加は、ソ連と他国との共同宇宙飛行計画「インターコスモス」の新しい時代の幕開けを象徴するものだった。
サリュート7号での滞在中、このフランス人は、1週間分のゴミを宇宙船から輩出するという「名誉」な仕事を任された。長期滞在していたヴァレンチン・レベデフの日記には、クレティエンがサリュート7号のことを“単純で印象的ではない。しかし信頼できる。”と評したことが書かれている。

## 乗組員
- ウラジーミル・ジャニベコフ (3)
- アレクサンドル・イワンチェンコフ (2)
- ジャン＝ルー・クレティエン  フランス (CNES) (1)

### バックアップ
- レオニード・キジム (2)
- ウラジーミル・ソロフィエフ (1)
- パトリック・ボードリー  フランス (CNES) (1)